# Культурна столиця Європи

Логотип, який використовується Європейською комісією для культурної столиці Європи.

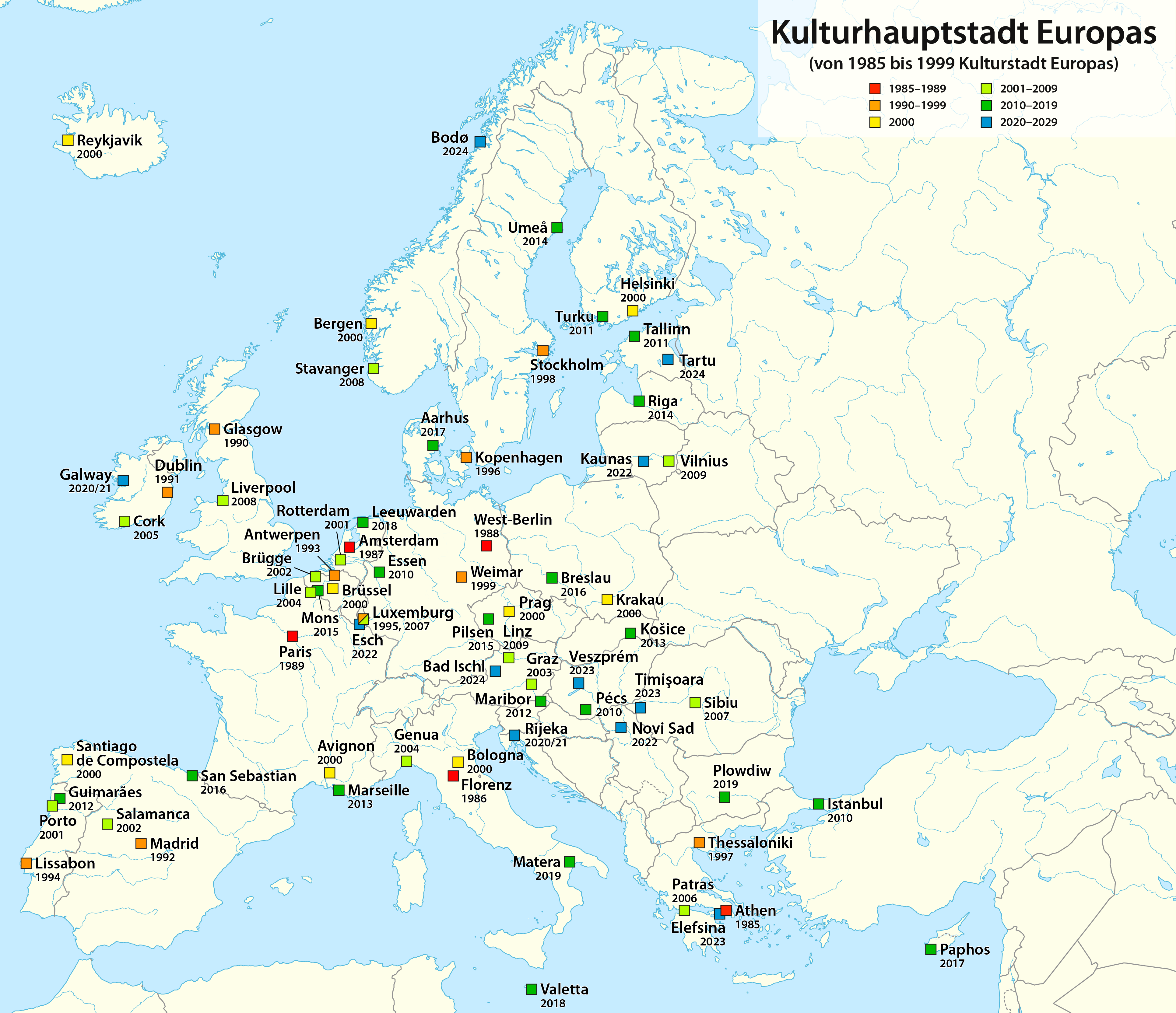

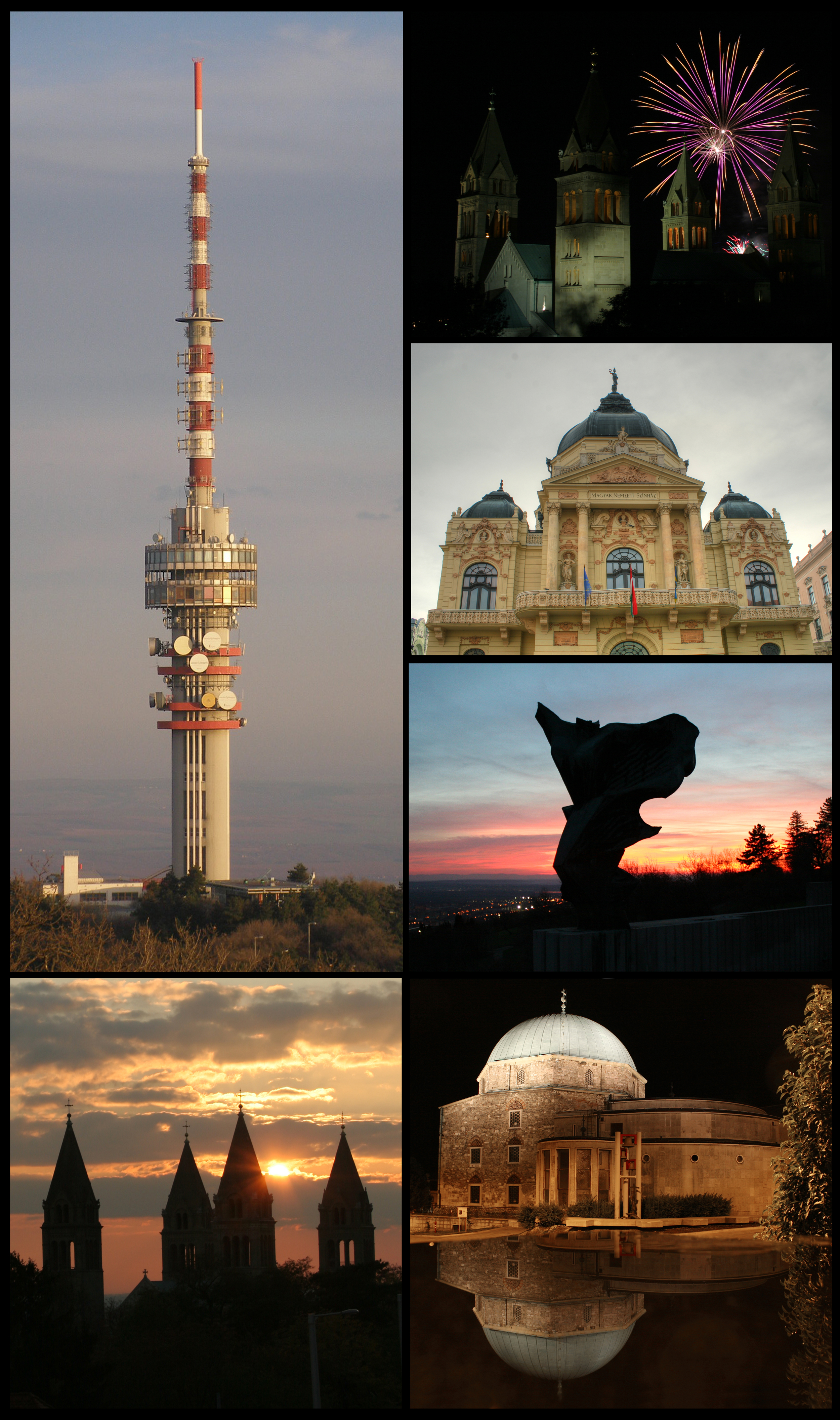
Печ, Угорщина

«Культу́рна столи́ця Євро́пи» — статус міста, який призначається Європейським Союзом терміном на один календарний рік, впродовж якого місту надається можливість демонстрації свого культурного життя та культурного розвитку. Мета програми — зближення європейців на основі співпраці в сфері культури, полегшення економічного, політичного та культурного об'єднання країн.
Львів і чорногорське місто Никшич змагатимуться за титул культурної столиці Європи 2030.

## Історія
Впровадження проєкту «Культурна столиця Європи» запропонувала грецька актриса, міністр культури Греції Меліна Меркурі. Вона зуміла переконати в реальності втілення цієї ідеї Раду міністрів Європейського Союзу. Ідея полягала в тому, щоб щорічно в одному з європейських міст демонструвати всі прояви сучасної європейської культури.
Першим містом, якому надали статус Культурної столиці Європи, стали грецькі Афіни. Це відбулося 1985 року. Ювілейного 2000 року боротьба за звання культурної столиці Європи була особливо гострою. Організатори проєкту вдалися до хитрощів, і Європа замість однієї мала аж 9 столиць. Ними стали Авіньйон, Берген, Болонья, Брюссель, Краків, Гельсінкі, Прага, Рейк'явік і Сантьяго-де-Компостелла. Після цього практика надання почесного титулу одночасно кільком містам вже нікого не дивувала.
15 березня 2004 року комітет з культури Європарламенту схвалив доповідь Мішеля Рокара з пропозицією змінити наявну процедуру вибору майбутніх європейських культурних столиць року. Комітет також схвалив пропозицію про формування графіка та системи відбору, згідно з якою від 2009 року щороку два міста ставатимуть в Європі культурною столицею року: одне місто — від країни, яка нещодавно вступила до Європейського Союзу, а друге — від країни, що вже певний час була членом ЄС.

## Процес відбору
Міжнародна група культурних експертів оцінює пропозицій міст відповідно до критеріїв, визначених Європейським Союзом.
Щороку звання двох столиць отримують міста з країн-членів ЄС. З 2021 року та кожні три роки після цього третя столиця вибирається з міст у країнах, які є кандидатами або потенційними кандидатами на членство в ЄС, або в країнах, які є частиною Європейської економічної зони. Так, наприклад, третьою столицею 2008 року було обрано норвезький Ставангер.
Дослідження 2004 року, відоме як «Доповідь Палмера», продемонструвало, що отримання звання культурної столиці Європи було каталізатором культурного розвитку та трансформації обраного міста. Тому сприятливий соціально-економічний розвиток і потенційний вплив для обраного міста тепер також враховуються при визначенні столиць.
Заявки п’яти міст Сполученого Королівства на те, щоб стати культурною столицею 2023 року, були відхилені в листопаді 2017 року через Брекзіт.
Згідно з новими правилами, міста держав-кандидаток (Албанія, Боснія і Герцеговина, Грузія, Молдова, Північна Македонія, Сербія, Туреччина, Україна, Чорногорія), потенційних кандидаток (Косово) або держав-учасниць ЄАВТ (Ісландія, Ліхтенштейн, Норвегія, Швейцарія), зможуть отримати цей титул кожен третій рік, починаючи з 2021 року. Вибір проводиться на основі відкритого конкурсу, тобто міста з різних країн можуть змагатися одне з одним.

## Список міст

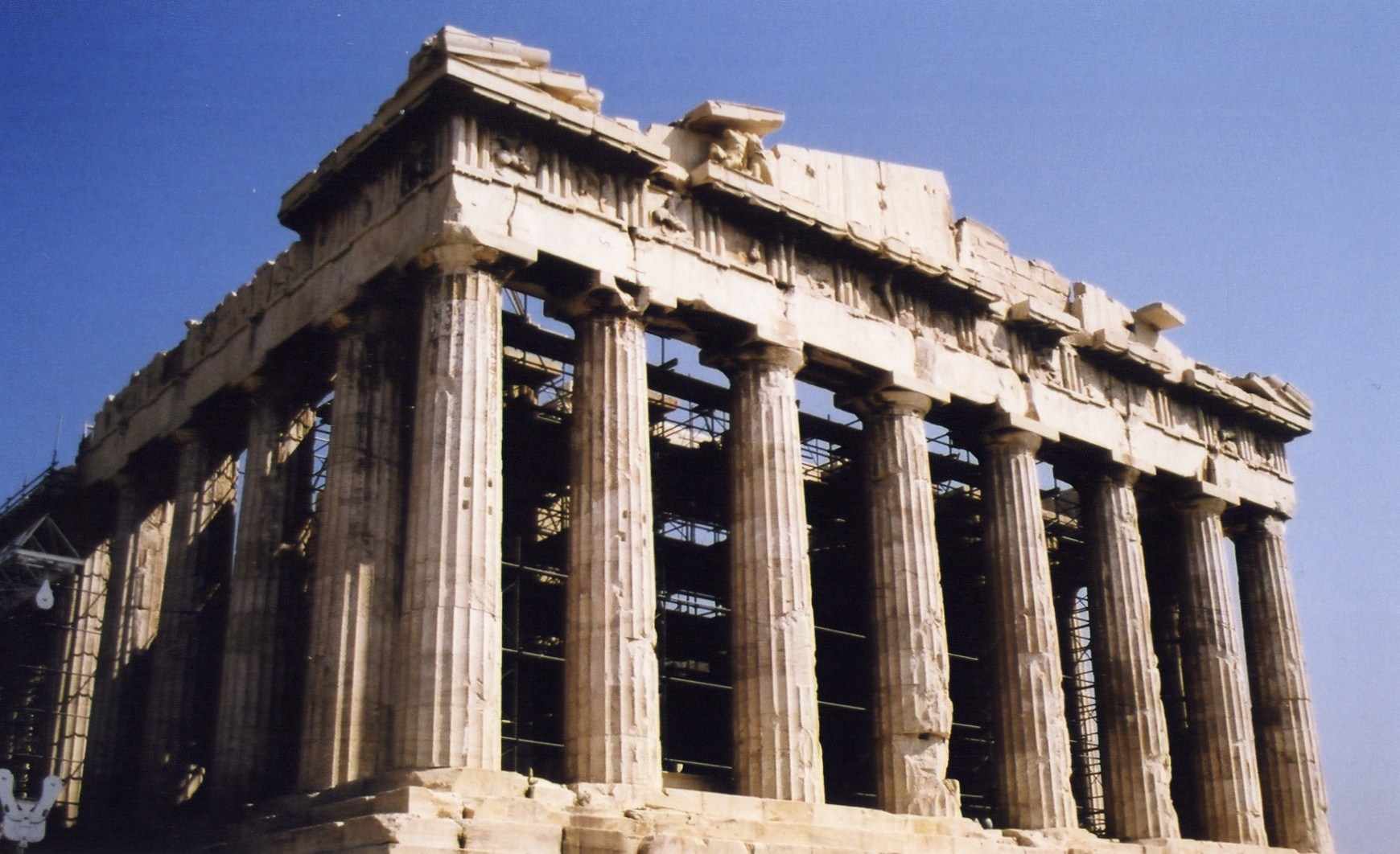
Афіни (1985)

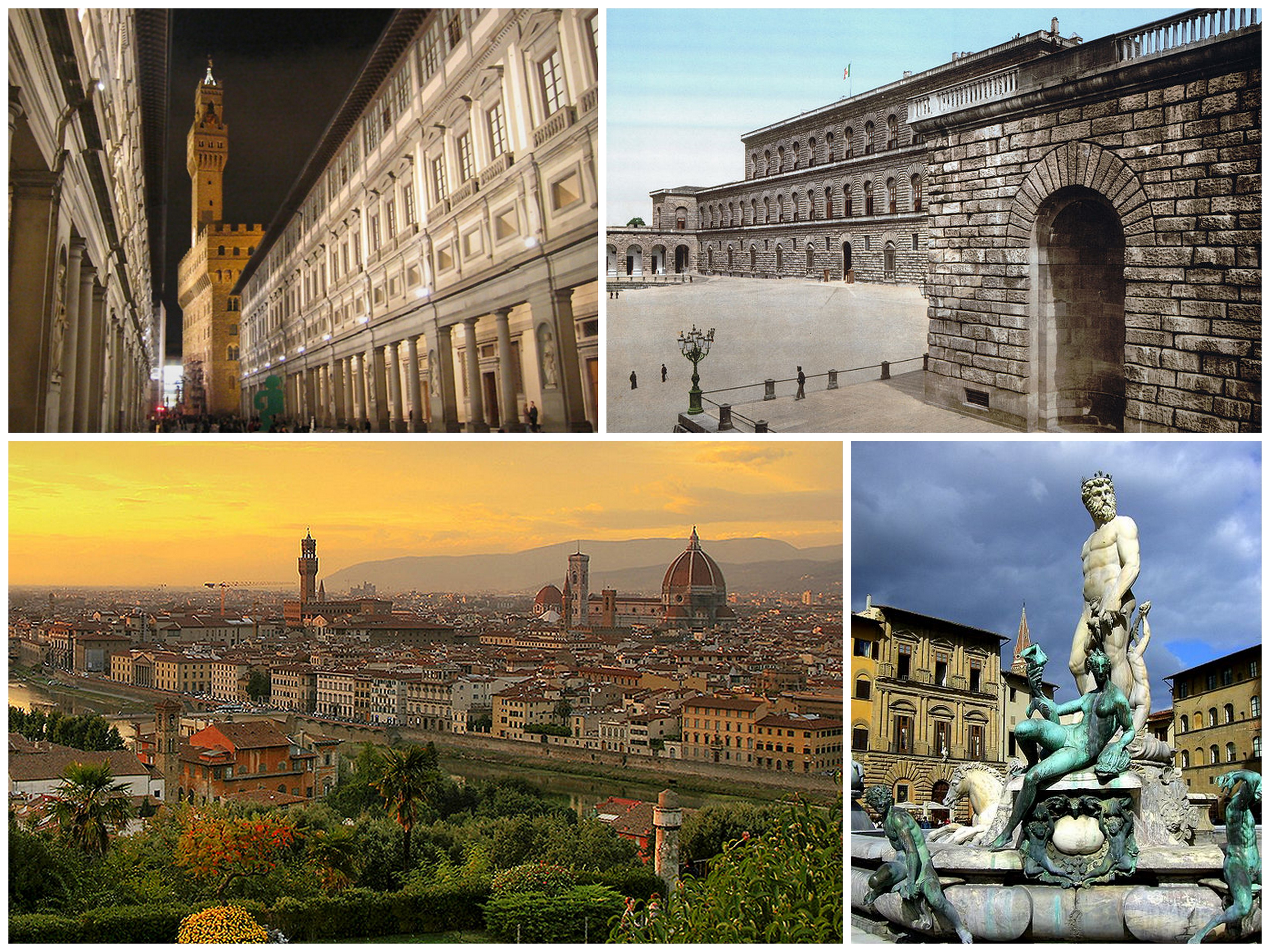
Флоренція (1986)

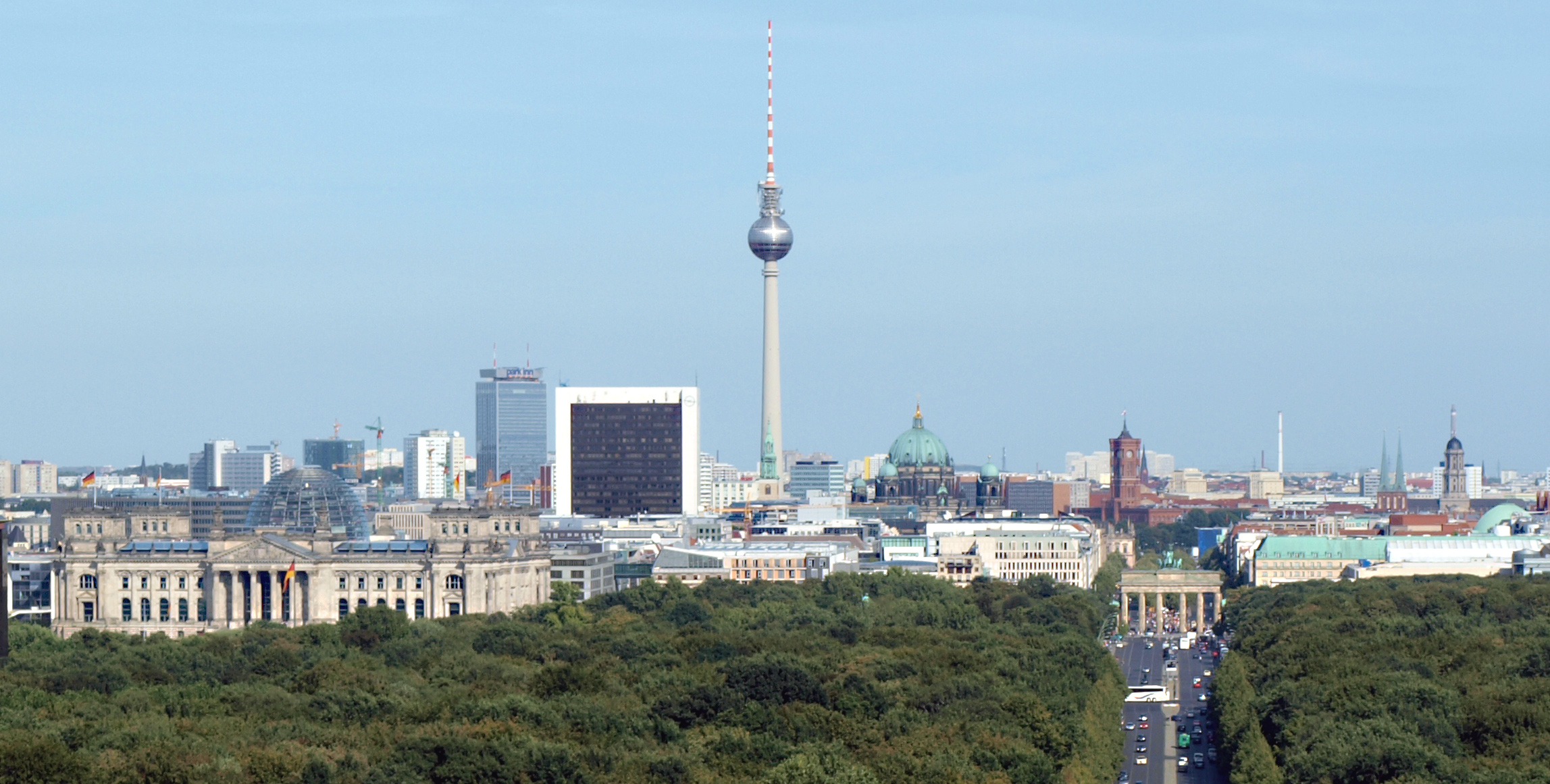
Західний Берлін (1988)

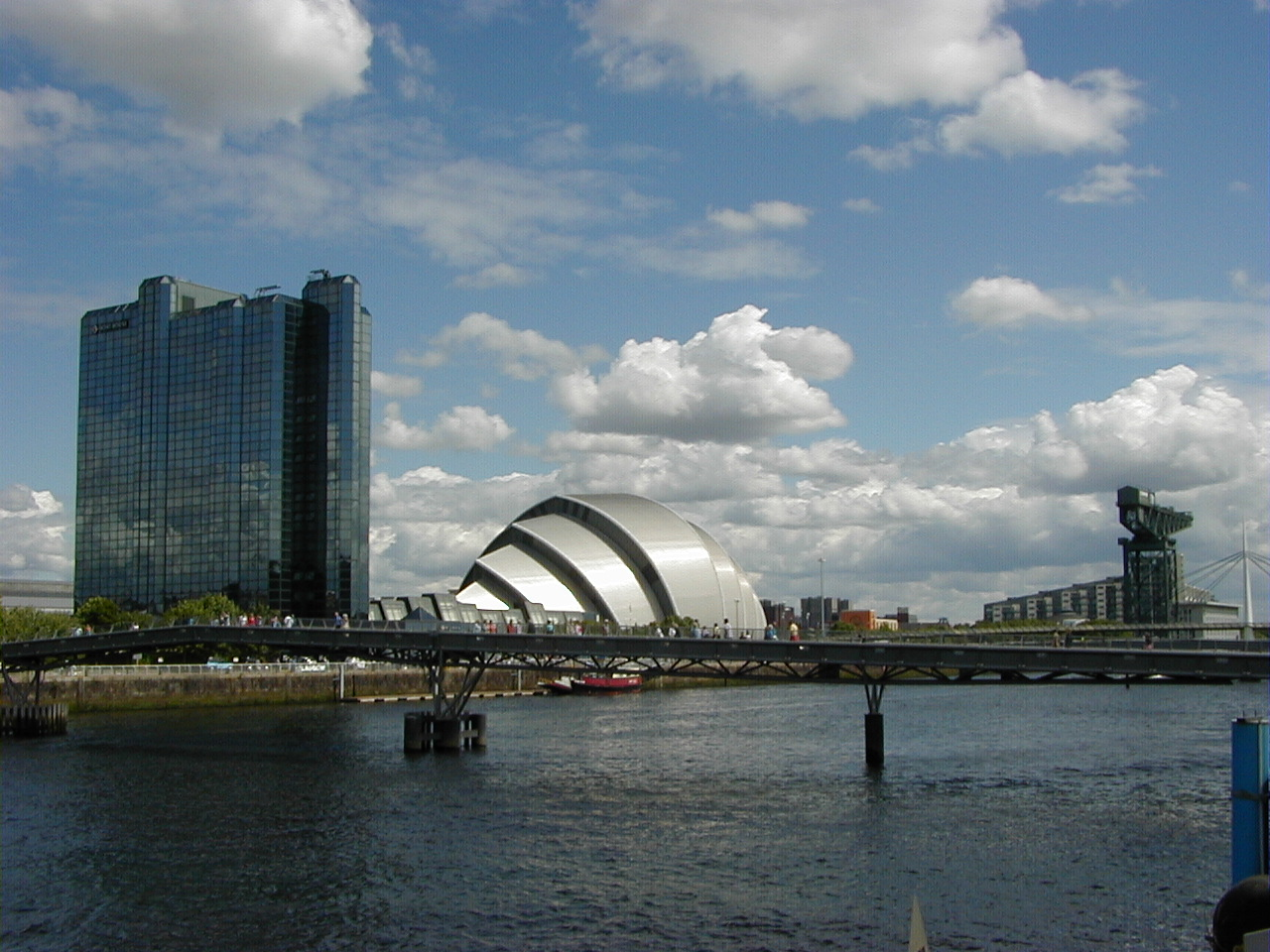
Глазго (1990)

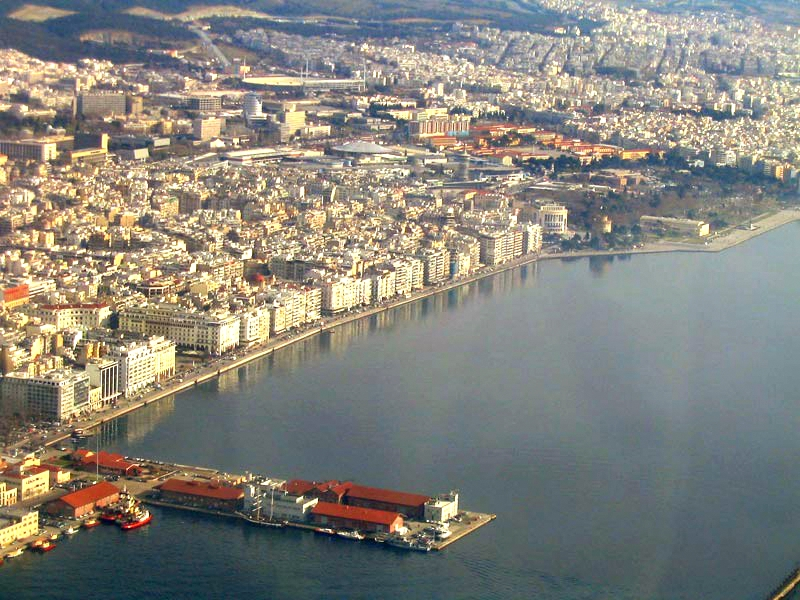
Салоніки (1997)

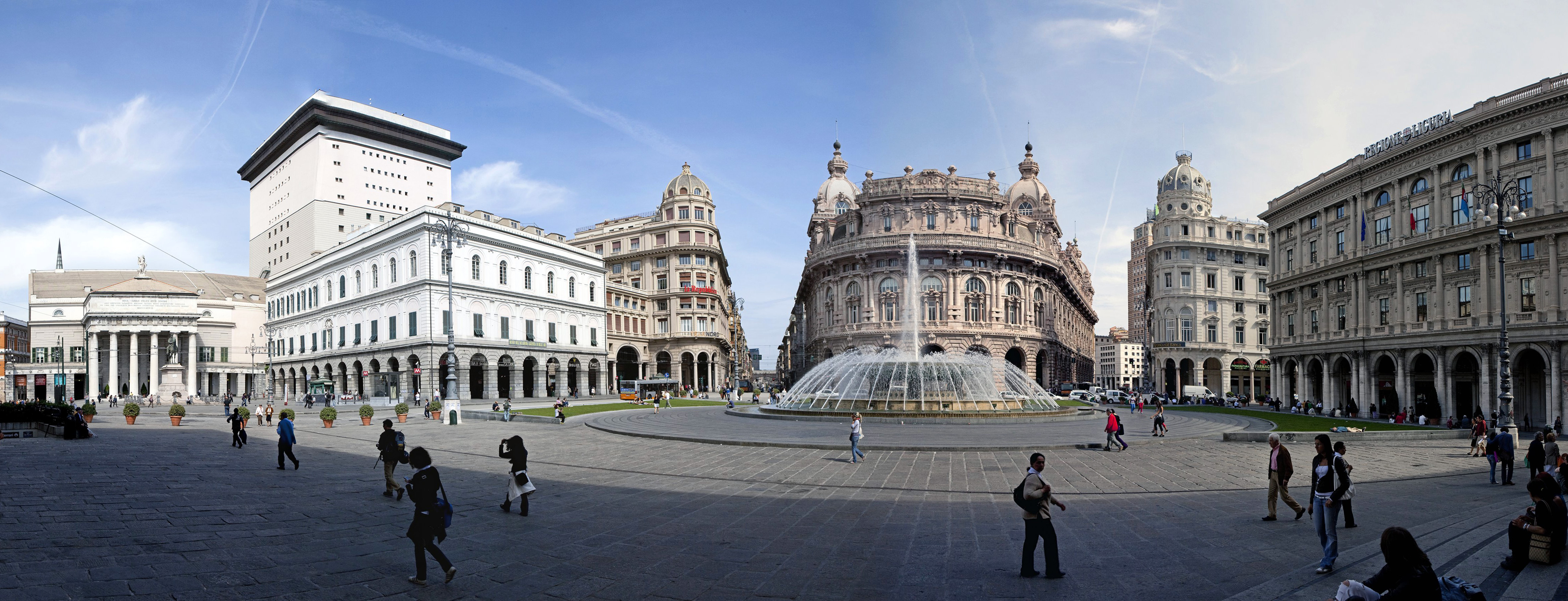
Генуя (2004)

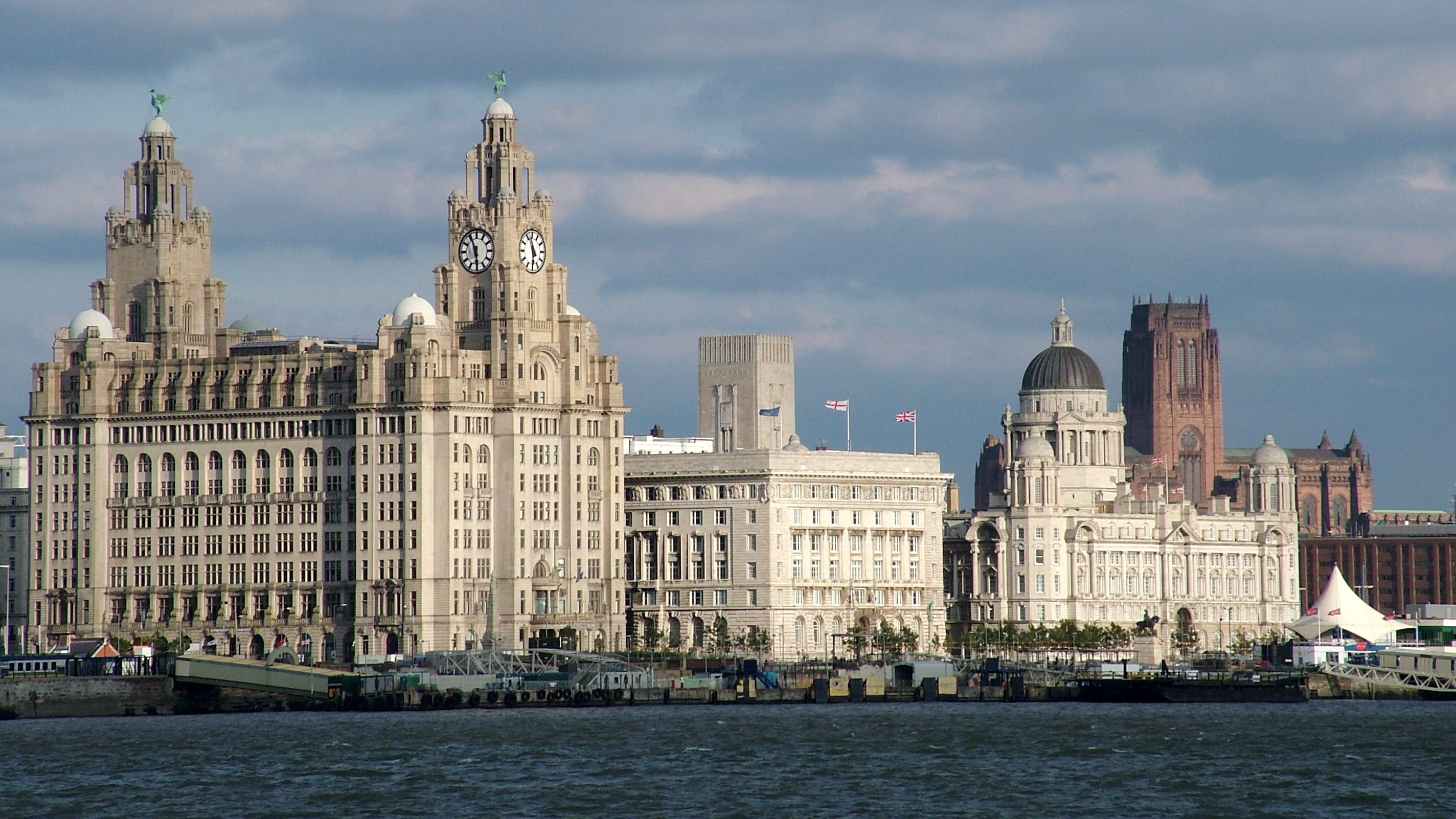
Ліверпуль (2008)

### Минулі роки
- 1985:  Афіни
- 1986:  Флоренція
- 1987:  Амстердам
- 1988:  Західний Берлін
- 1989:  Париж
- 1990:  Глазго
- 1991:  Дублін
- 1992:  Мадрид
- 1993:  Антверпен
- 1994:  Лісабон
- 1995:  Люксембург
- 1996:  Копенгаген
- 1997:  Салоніки
- 1998:  Стокгольм
- 1999:  Веймар
- 2000:  Авіньйон,  Берген,  Болонья,  Брюссель,  Гельсінкі,  Краків,  Прага,  Рейк'явік,  Сантьяго-де-Компостела
- 2001:  Роттердам,  Порту
- 2002:  Брюгге,  Саламанка
- 2003:  Ґрац
- 2004:  Генуя,  Лілль
- 2005:  Корк
- 2006:  Патри
- 2007:  Сібіу,  Люксембург разом із     єврорегіоном Саар-Лот-Люкс
- 2008:  Ліверпуль,  Ставангер
- 2009:  Вільнюс  Лінц
- 2010:  Ессен,  Стамбул,  Печ
- 2011:  Турку,  Таллінн
- 2012:  Гімарайнш,  Марибор
- 2013:  Марсель,  Кошиці
- 2014:  Умео,  Рига
- 2015:  Монс,  Плзень
- 2016:  Сан-Себастьян,  Вроцлав
- 2017:  Орхус  Пафос
- 2018:  Леуварден,  Валлетта
- 2019:  Матера,  Пловдив
- 2020 — квітень 2021:  Рієка,  Голвей
- 2022:  Каунас,  Еш-сюр-Альзетт,  Новий Сад

- 2023:  Веспрем,  Тімішоара,  Елефсін

- 2024:  Тарту,  Бад-Ішль,  Буде

### Теперішній рік
- 2025:  Нова Горица /  Гориція (спільна заявка),  Хемніц

### Майбутні роки
- 2026:  Тренчин,  Оулу
- 2027:  Лієпая,  Португалія

Міста на період від 2027-го року ще не визначено:
- 2028:  Чехія,  Франція
- 2029:  Польща,  Швеція
- 2030:  Кіпр,  Бельгія
- 2031:  Мальта,  Іспанія
- 2032:  Болгарія,  Данія
- 2033:  Нідерланди,  Італія

### Колишні столиці
- Graz 2003 [Архівовано 27 січня 2006 у Wayback Machine.]
- Cork 2005
- Sibiu 2007
- Liverpool 2008
- Stavanger 2008
- Vilnius 2009 [Архівовано 10 листопада 2019 у Wayback Machine.]
- Linz 2009 [Архівовано 10 травня 2019 у Wayback Machine.]
- Istanbul 2010 [Архівовано 15 липня 2017 у Wayback Machine.]
- Essen 2010[недоступне посилання з липня 2019]
- Pécs 2010
- Turku 2011 [Архівовано 23 липня 2010 у Wayback Machine.]
- Tallinn 2011
- Guimarães 2012 [Архівовано 25 січня 2012 у Wayback Machine.]
- Maribor 2012 [Архівовано 5 березня 2010 у Wayback Machine.]
- Marseille Provence 2013
- Košice 2013
- Rīga 2014 [Архівовано 19 липня 2010 у Wayback Machine.]
- Umeå 2014
- Mons 2015 [Архівовано 16 липня 2020 у Wayback Machine.]
- Plzeň 2015 [Архівовано 18 грудня 2020 у Wayback Machine.]
- Wrocław 2016 — en
- Donostia-San Sebastián 2016 [Архівовано 2 лютого 2009 у Wayback Machine.]
- Aarhus 2017 [Архівовано 27 січня 2010 у Wayback Machine.]
- Matera 2019 [Архівовано 22 травня 2010 у Wayback Machine.]

### Колишні кандидати

#### Швеція
- Gävle 2014
- Norrköping 2014
- Lund 2014

#### Латвія
- Liepāja 2014 [Архівовано 16 листопада 2019 у Wayback Machine.]
- Cēsis 2014 [Архівовано 6 березня 2016 у Wayback Machine.]

#### Чехія
- Ostrava 2015

#### Польща
- Białystok 2016 [Архівовано 11 березня 2010 у Wayback Machine.]
- Gdańsk 2016 [Архівовано 4 травня 2010 у Wayback Machine.]
- Lublin 2016 [Архівовано 26 жовтня 2012 у Wayback Machine.] — (en [Архівовано 1 серпня 2010 у Wayback Machine.]), (es [Архівовано 30 червня 2010 у Wayback Machine.]), (ua [Архівовано 25 червня 2009 у Wayback Machine.])
- Łódź 2016
- Poznań 2016 [Архівовано 30 липня 2010 у Wayback Machine.]
- Szczecin 2016
- Toruń 2016 [Архівовано 7 лютого 2010 у Wayback Machine.]
- Warszawa 2016 [Архівовано 9 липня 2010 у Wayback Machine.]
- Katowice 2016 [Архівовано 26 липня 2010 у Wayback Machine.]

#### Іспанія
- Alcalá de Henares 2016 [Архівовано 31 березня 2022 у Wayback Machine.]
- Burgos 2016 [Архівовано 30 червня 2010 у Wayback Machine.]
- Cáceres 2016 [Архівовано 29 вересня 2010 у Wayback Machine.]
- Córdoba 2016 [Архівовано 21 березня 2022 у Wayback Machine.]
- Cuenca 2016 [Архівовано 25 червня 2010 у Wayback Machine.]
- Málaga 2016 [Архівовано 19 червня 2010 у Wayback Machine.]
- Las Palmas de Gran Canaria 2016
- Oviedo 2016 [Архівовано 26 листопада 2021 у Wayback Machine.]
- Palma de Mallorca and the Balearic Islands 2016
- Pamplona 2016
- Santander 2016 [Архівовано 14 січня 2010 у Wayback Machine.]
- Segovia 2016 [Архівовано 1 липня 2010 у Wayback Machine.]
- Tarragona 2016
- Zaragoza 2016

#### Данія
- Sønderborg 2017 [Архівовано 26 квітня 2010 у Wayback Machine.]

#### Нідерланди
- Den Haag 2018 [Архівовано 24 березня 2010 у Wayback Machine.]
- Den Haag 2018 (campaign blog)
- Almere 2018
- Utrecht 2018 [Архівовано 13 травня 2010 у Wayback Machine.]
- BrabantStad 2018
- Maastricht 2018 [Архівовано 13 липня 2010 у Wayback Machine.]

#### Болгарія
- Varna 2019

#### Італія
- Venice 2019
- L'Aquila 2019
- Siena 2019 [Архівовано 10 липня 2010 у Wayback Machine.]

#### Румунія
- Клуж-Напока 2020
- Ясси 2020

#### Сербія
- Belgrade 2020  [Архівовано 31 травня 2010 у Wayback Machine.]
- Zrenjanin 2020

### Майбутні кандидати
- Тімішоара 2021